# Étrez

Étrez este o comună în departamentul Ain din estul Franței.